# Arbitres des finales de coupes d'Europe de football
Cet article relate les arbitres qui ont officié dans une finale de Coupe d’Europe de football : Ligue des champions, Coupe des vainqueurs de coupes, Coupe des villes de foires, Coupe UEFA/Ligue Europa, Supercoupe de l'UEFA et Ligue Europa Conférence, le tout de 1955 à nos jours.

## C1 - Coupe des clubs champions européens / Ligue des Champions (1955-)
| Saison    | Arbitre de la finale          | Pays | Arbitre de la finale rejouée | Pays          |
| --------- | ----------------------------- | ---- | ---------------------------- | ------------- |
| 1955-1956 | Arthur Ellis                  |      | Finale unique                | Finale unique |
| 1956-1957 | Leo Horn                      |      | Finale unique                | Finale unique |
| 1957-1958 | Albert Alsteen                |      | Finale unique                | Finale unique |
| 1958-1959 | Albert Dusch                  |      | Finale unique                | Finale unique |
| 1959-1960 | Jack Mowat                    |      | Finale unique                | Finale unique |
| 1960-1961 | Gottfried Dienst              |      | Finale unique                | Finale unique |
| 1961-1962 | Leo Horn                      |      | Finale unique                | Finale unique |
| 1962-1963 | Arthur Holland                |      | Finale unique                | Finale unique |
| 1963-1964 | Josef Stoll                   |      | Finale unique                | Finale unique |
| 1964-1965 | Gottfried Dienst              |      | Finale unique                | Finale unique |
| 1965-1966 | Rudolf Kreitlein              |      | Finale unique                | Finale unique |
| 1966-1967 | Kurt Tschenscher              |      | Finale unique                | Finale unique |
| 1967-1968 | Concetto Lo Bello             |      | Finale unique                | Finale unique |
| 1968-1969 | José María Ortiz de Mendíbil  |      | Finale unique                | Finale unique |
| 1969-1970 | Concetto Lo Bello             |      | Finale unique                | Finale unique |
| 1970-1971 | Jack Taylor                   |      | Finale unique                | Finale unique |
| 1971-1972 | Robert Héliès                 |      | Finale unique                | Finale unique |
| 1972-1973 | Milivoje Gugulović            |      | Finale unique                | Finale unique |
| 1973-1974 | Vital Loraux                  |      | Alfred Delcourt              |               |
| 1974-1975 | Michel Kitabdjian             |      | Finale unique                | Finale unique |
| 1975-1976 | Károly Palotai                |      | Finale unique                | Finale unique |
| 1976-1977 | Robert Wurtz                  |      | Finale unique                | Finale unique |
| 1977-1978 | Charles Corver                |      | Finale unique                | Finale unique |
| 1978-1979 | Erich Linemayr                |      | Finale unique                | Finale unique |
| 1979-1980 | António José da Silva Garrido |      | Finale unique                | Finale unique |
| 1980-1981 | Károly Palotai                |      | Finale unique                | Finale unique |
| 1981-1982 | Georges Konrath               |      | Finale unique                | Finale unique |
| 1982-1983 | Nicolae Rainea                |      | Finale unique                | Finale unique |
| 1983-1984 | Erik Fredriksson              |      | Finale unique                | Finale unique |
| 1984-1985 | André Daina                   |      | Finale unique                | Finale unique |
| 1985-1986 | Michel Vautrot                |      | Finale unique                | Finale unique |
| 1986-1987 | Alexis Ponnet                 |      | Finale unique                | Finale unique |
| 1987-1988 | Luigi Agnolin                 |      | Finale unique                | Finale unique |
| 1988-1989 | Karl-Heinz Tritschler         |      | Finale unique                | Finale unique |
| 1989-1990 | Helmut Kohl                   |      | Finale unique                | Finale unique |
| 1990-1991 | Tullio Lanese                 |      | Finale unique                | Finale unique |
| 1991-1992 | Aron Schmidhuber              |      | Finale unique                | Finale unique |

| Saison    | Arbitre de la finale   | Pays | Arbitre VAR de la finale      |
| --------- | ---------------------- | ---- | ----------------------------- |
| 1992-1993 | Kurt Röthlisberger     |      | VAR non mise en place         |
| 1993-1994 | Philip Don             |      | VAR non mise en place         |
| 1994-1995 | Ion Crăciunescu        |      | VAR non mise en place         |
| 1995-1996 | Manuel Díaz Vega       |      | VAR non mise en place         |
| 1996-1997 | Sándor Puhl            |      | VAR non mise en place         |
| 1997-1998 | Hellmut Krug           |      | VAR non mise en place         |
| 1998-1999 | Pierluigi Collina      |      | VAR non mise en place         |
| 1999-2000 | Stefano Braschi        |      | VAR non mise en place         |
| 2000-2001 | Dick Jol               |      | VAR non mise en place         |
| 2001-2002 | Urs Meier              |      | VAR non mise en place         |
| 2002-2003 | Markus Merk            |      | VAR non mise en place         |
| 2003-2004 | Kim Milton Nielsen     |      | VAR non mise en place         |
| 2004-2005 | Manuel Mejuto González |      | VAR non mise en place         |
| 2005-2006 | Terje Hauge            |      | VAR non mise en place         |
| 2006-2007 | Herbert Fandel         |      | VAR non mise en place         |
| 2007-2008 | Ľuboš Micheľ           |      | VAR non mise en place         |
| 2008-2009 | Massimo Busacca        |      | VAR non mise en place         |
| 2009-2010 | Howard Webb            |      | VAR non mise en place         |
| 2010-2011 | Viktor Kassai          |      | VAR non mise en place         |
| 2011-2012 | Pedro Proença          |      | VAR non mise en place         |
| 2012-2013 | Nicola Rizzoli         |      | VAR non mise en place         |
| 2013-2014 | Björn Kuipers          |      | VAR non mise en place         |
| 2014-2015 | Cüneyt Çakır           |      | VAR non mise en place         |
| 2015-2016 | Mark Clattenburg       |      | VAR non mise en place         |
| 2016-2017 | Felix Brych            |      | VAR non mise en place         |
| 2017-2018 | Milorad Mažić          |      | VAR non mise en place         |
| 2018-2019 | Damir Skomina          |      | Danny Makkelie                |
| 2019-2020 | Daniele Orsato         |      | Massimiliano Irrati           |
| 2020-2021 | Antonio Mateu Lahoz    |      | Alejandro Hernández Hernández |
| 2021-2022 | Clément Turpin         |      | Jérôme Brisard                |
| 2022-2023 | Szymon Marciniak       |      | Tomasz Kwiatkowski            |
| 2023-2024 | Slavko Vinčić          |      | Nejc Kajtazović               |
| 2024-2025 | István Kovács          |      | Dennis Higler                 |

## C2 - Coupe d'Europe des vainqueurs de coupe (1960-1999)
| Saison    | Arbitre de la finale         | Pays | Arbitre de la finale retour / rejouée | Pays          |
| --------- | ---------------------------- | ---- | ------------------------------------- | ------------- |
| 1960-1961 | Carl Erich Steiner           |      | Vilmos Hernády                        |               |
| 1961-1962 | Thomas Wharton               |      | Kurt Tschenscher                      |               |
| 1962-1963 | Andries van Leeuwen          |      | Finale unique                         | Finale unique |
| 1963-1964 | Lucien van Nuffel            |      | Lucien van Nuffel                     |               |
| 1964-1965 | István Zsolt                 |      | Finale unique                         | Finale unique |
| 1965-1966 | Pierre Schwinte              |      | Finale unique                         | Finale unique |
| 1966-1967 | Concetto Lo Bello            |      | Finale unique                         | Finale unique |
| 1967-1968 | José María Ortiz de Mendíbil |      | Finale unique                         | Finale unique |
| 1968-1969 | Laurens van Ravens           |      | Finale unique                         | Finale unique |
| 1969-1970 | Paul Schiller                |      | Finale unique                         | Finale unique |
| 1970-1971 | Rudolf Scheurer              |      | Anton Bucheli                         |               |
| 1971-1972 | José María Ortiz de Mendíbil |      | Finale unique                         | Finale unique |
| 1972-1973 | Chrístos Míchas              |      | Finale unique                         | Finale unique |
| 1973-1974 | Arie van Gemert              |      | Finale unique                         | Finale unique |
| 1974-1975 | Bob Davidson                 |      | Finale unique                         | Finale unique |
| 1975-1976 | Robert Wurtz                 |      | Finale unique                         | Finale unique |
| 1976-1977 | Patrick Partridge            |      | Finale unique                         | Finale unique |
| 1977-1978 | Heinz Aldinger               |      | Finale unique                         | Finale unique |
| 1978-1979 | Károly Palotai               |      | Finale unique                         | Finale unique |
| 1979-1980 | Vojtech Christov             |      | Finale unique                         | Finale unique |
| 1980-1981 | Riccardo Lattanzi            |      | Finale unique                         | Finale unique |
| 1981-1982 | Walter Eschweiler            |      | Finale unique                         | Finale unique |
| 1982-1983 | Gianfranco Menegali          |      | Finale unique                         | Finale unique |
| 1983-1984 | Adolf Prokop                 |      | Finale unique                         | Finale unique |
| 1984-1985 | Paolo Casarin                |      | Finale unique                         | Finale unique |
| 1985-1986 | Franz Wöhrer                 |      | Finale unique                         | Finale unique |
| 1986-1987 | Luigi Agnolin                |      | Finale unique                         | Finale unique |
| 1987-1988 | Dieter Pauly                 |      | Finale unique                         | Finale unique |
| 1988-1989 | George Courtney              |      | Finale unique                         | Finale unique |
| 1989-1990 | Bruno Galler                 |      | Finale unique                         | Finale unique |
| 1990-1991 | Bo Karlsson                  |      | Finale unique                         | Finale unique |
| 1991-1992 | Pietro D'Elia                |      | Finale unique                         | Finale unique |
| 1992-1993 | Karl-Josef Assenmacher       |      | Finale unique                         | Finale unique |
| 1993-1994 | Václav Krondl                |      | Finale unique                         | Finale unique |
| 1994-1995 | Piero Ceccarini              |      | Finale unique                         | Finale unique |
| 1995-1996 | Pierluigi Pairetto           |      | Finale unique                         | Finale unique |
| 1996-1997 | Markus Merk                  |      | Finale unique                         | Finale unique |
| 1997-1998 | Stefano Braschi              |      | Finale unique                         | Finale unique |
| 1998-1999 | Günter Benkö                 |      | Finale unique                         | Finale unique |

## C3 - Coupe UEFA / Ligue Europa (1971-)
| Saison    | Arbitre de la finale aller | Pays | Arbitre de la finale retour | Pays          |
| --------- | -------------------------- | ---- | --------------------------- | ------------- |
| 1971-1972 | Tofik Bakhramov            |      | Laurens van Ravens          |               |
| 1972-1973 | Erich Linemayr             |      | Pavel Kazakov               |               |
| 1973-1974 | Rudolf Scheurer            |      | Concetto Lo Bello           |               |
| 1974-1975 | Károly Palotai             |      | Paul Schiller               |               |
| 1975-1976 | Ferdinand Biwersi          |      | Rudi Glöckner               |               |
| 1976-1977 | Charles Corver             |      | Erich Linemayr              |               |
| 1977-1978 | Dušan Maksimović           |      | Nicolae Rainea              |               |
| 1978-1979 | Ian Foote                  |      | Alberto Michelotti          |               |
| 1979-1980 | Emilio Guruceta-Muro       |      | Alexis Ponnet               |               |
| 1980-1981 | Adolf Prokop               |      | Walter Eschweiler           |               |
| 1981-1982 | John Carpenter             |      | George Courtney             |               |
| 1982-1983 | Bogdan Dotchev             |      | Charles Corver              |               |
| 1983-1984 | Bruno Galler               |      | Volker Roth                 |               |
| 1984-1985 | Michel Vautrot             |      | Alexis Ponnet               |               |
| 1985-1986 | George Courtney            |      | Bob Valentine               |               |
| 1986-1987 | Siegfried Kirschen         |      | Ioan Igna                   |               |
| 1987-1988 | Dušan Krchnak              |      | Jan Keizer                  |               |
| 1988-1989 | Gerasimos Germanakos       |      | Victoriano Sánchez Arminio  |               |
| 1989-1990 | Emilio Soriano Aladrén     |      | Aron Schmidhuber            |               |
| 1990-1991 | Alexey Spirin              |      | Joël Quiniou                |               |
| 1991-1992 | Joe Worrall                |      | Zoran Petrović              |               |
| 1992-1993 | Sándor Puhl                |      | John Blankenstein           |               |
| 1993-1994 | Kim Milton Nielsen         |      | James McCluskey             |               |
| 1994-1995 | Antonio López Nieto        |      | Frans van den Wijngaert     |               |
| 1995-1996 | Serge Muhmenthaler         |      | Vadim Zhuk                  |               |
| 1996-1997 | Marc Batta                 |      | José Garcia Aranda          |               |
| 1997-1998 | Antonio López Nieto        |      | Finale unique               | Finale unique |
| 1998-1999 | Hugh Dallas                |      | Finale unique               | Finale unique |
| 1999-2000 | Antonio López Nieto        |      | Finale unique               | Finale unique |
| 2000-2001 | Gilles Veissière           |      | Finale unique               | Finale unique |
| 2001-2002 | Vítor Melo Pereira         |      | Finale unique               | Finale unique |
| 2002-2003 | Ľuboš Micheľ               |      | Finale unique               | Finale unique |
| 2003-2004 | Pierluigi Collina          |      | Finale unique               | Finale unique |
| 2004-2005 | Graham Poll                |      | Finale unique               | Finale unique |
| 2005-2006 | Herbert Fandel             |      | Finale unique               | Finale unique |
| 2006-2007 | Massimo Busacca            |      | Finale unique               | Finale unique |
| 2007-2008 | Peter Fröjdfeldt           |      | Finale unique               | Finale unique |
| 2008-2009 | Luis Medina Cantalejo      |      | Finale unique               | Finale unique |

| Saison    | Arbitre de la finale    | Pays | Arbitre VAR de la finale |
| --------- | ----------------------- | ---- | ------------------------ |
| 2009-2010 | Nicola Rizzoli          |      | VAR non mise en place    |
| 2010-2011 | Carlos Velasco Carballo |      | VAR non mise en place    |
| 2011-2012 | Wolfgang Stark          |      | VAR non mise en place    |
| 2012-2013 | Björn Kuipers           |      | VAR non mise en place    |
| 2013-2014 | Felix Brych             |      | VAR non mise en place    |
| 2014-2015 | Martin Atkinson         |      | VAR non mise en place    |
| 2015-2016 | Jonas Eriksson          |      | VAR non mise en place    |
| 2016-2017 | Damir Skomina           |      | VAR non mise en place    |
| 2017-2018 | Björn Kuipers           |      | VAR non mise en place    |
| 2018-2019 | Gianluca Rocchi         |      | VAR non mise en place    |
| 2019-2020 | Danny Makkelie          |      | Jochem Kamphuis          |
| 2020-2021 | Clément Turpin          |      | François Letexier        |
| 2021-2022 | Slavko Vinčić           |      | Pol van Boekel           |
| 2022-2023 | Anthony Taylor          |      | Stuart Attwell           |
| 2023-2024 | István Kovács           |      | Pol van Boekel           |
| 2024-2025 | Felix Zwayer            |      | Bastian Dankert          |

## C4 - Ligue Europa Conférence (2021-)
| Saison    | Arbitre de la finale    | Pays | Arbitre VAR de la finale |
| --------- | ----------------------- | ---- | ------------------------ |
| 2021-2022 | István Kovács           |      | Marco Fritz              |
| 2022-2023 | Carlos del Cerro Grande |      | Juan Martínez Munuera    |
| 2023-2024 | Artur Soares Dias       |      | Tiago Martins            |
| 2024-2025 | Irfan Peljto            |      | Willy Delajod            |

## Supercoupe de l'UEFA (1973-)
| Edition | Arbitre du match aller        | Pays | Arbitre du match retour | Pays                 |
| ------- | ----------------------------- | ---- | ----------------------- | -------------------- |
| 1973    | Rudolf Scheurer               |      | Rudi Glöckner           |                      |
| 1975    | Sergio Gonella                |      | Doğan Babacan           |                      |
| 1976    | Ken Burns (en)                |      | Paul Schiller           |                      |
| 1977    | António José da Silva Garrido |      | Ulf Eriksson            |                      |
| 1978    | Károly Palotai                |      | Nicolae Rainea          |                      |
| 1979    | Adolf Prokop                  |      | Walter Eschweiler       |                      |
| 1980    | Alexis Ponnet                 |      | Franz Wöhrer            |                      |
| 1982    | Bruno Galler                  |      | Alexis Ponnet           |                      |
| 1983    | Vojtěch Christov              |      | Horst Brummeier         |                      |
| 1984    | Dieter Pauly                  |      | Match unique            | Match unique         |
| 1986    | Luigi Agnolin                 |      | Match unique            | Match unique         |
| 1987    | Bob Valentine                 |      | Aron Schmidhuber        |                      |
| 1988    | Erik Fredriksson              |      | Siegfried Kirschen      |                      |
| 1989    | Joël Quiniou                  |      | Helmut Kohl             |                      |
| 1990    | José Rosa dos Santos          |      | Zoran Petrović          |                      |
| 1991    | Mario van der Ende            |      | Match unique            | Match unique         |
| 1992    | Kim Milton Nielsen            |      | Bo Karlsson             |                      |
| 1993    | Manuel Díaz Vega              |      | Kurt Röthlisberger      |                      |
| 1994    | Mario van der Ende            |      | Hellmut Krug            |                      |
| 1995    | Rémi Harrel                   |      | Leslie Mottram          |                      |
| 1996    | Nikolai Levnikov              |      | Serge Muhmenthaler      |                      |
| 1997    | David Elleray                 |      | Piero Ceccarini         |                      |
| 1998    | Marc Batta                    |      | Match unique            | Match unique         |
| 1999    | Ryszard Wójcik                |      | Match unique            | Match unique         |
| 2000    | Günter Benkö                  |      | Match unique            | Match unique         |
| 2001    | Vítor Melo Pereira            |      | Match unique            | Match unique         |
| 2002    | Hugh Dallas                   |      | Match unique            | Match unique         |
| 2003    | Graham Barber                 |      | Match unique            | Match unique         |
| 2004    | Terje Hauge                   |      | Match unique            | Match unique         |
| 2005    | René Temmink                  |      | Match unique            | Match unique         |
| 2006    | Stefano Farina                |      | Match unique            | Match unique         |
| 2007    | Konrad Plautz                 |      | Match unique            | Match unique         |
| 2008    | Claus Bo Larsen               |      | Match unique            | Match unique         |
| 2009    | Frank De Bleeckere            |      | Match unique            | Match unique         |
| 2010    | Massimo Busacca               |      | Match unique            | Match unique         |
| 2011    | Björn Kuipers                 |      | Match unique            | Match unique         |
| 2012    | Damir Skomina                 |      | Match unique            | Match unique         |
| 2013    | Jonas Eriksson                |      | Match unique            | Match unique         |
| 2014    | Mark Clattenburg              |      | Match unique            | Match unique         |
| 2015    | Willie Collum                 |      | Match unique            | Match unique         |
| 2016    | Milorad Mažić                 |      | Match unique            | Match unique         |
| 2017    | Gianluca Rocchi               |      | Match unique            | Match unique         |
| 2018    | Szymon Marciniak              |      | Match unique            | Match unique         |
| Edition | Arbitre du match              | Pays | Arbitre VAR du match    | Arbitre VAR du match |
| 2019    | Stéphanie Frappart            |      | Clément Turpin          | Clément Turpin       |
| 2020    | Anthony Taylor                |      | Stuart Attwell          | Stuart Attwell       |
| 2021    | Sergei Karasev                |      | Marco Fritz             | Marco Fritz          |
| 2022    | Michael Oliver                |      | Tomasz Kwiatkowski      | Tomasz Kwiatkowski   |
| 2023    | François Letexier             |      | Jérôme Brisard          | Jérôme Brisard       |
| 2024    | Sandro Schärer                |      | Bastian Dankert         | Bastian Dankert      |
| 2025    |                               |      |                         |                      |

## Coupe des villes de foires (1955-1971)
| Saison    | Arbitre de la finale     | Pays | Arbitre de la finale retour | Pays          |
| --------- | ------------------------ | ---- | --------------------------- | ------------- |
| 1955-1958 | Albert Dusch             |      | Albert Dusch                |               |
| 1958-1960 | Lucien van Nuffel        |      | Lucien van Nuffel           |               |
| 1960-1961 | Bob Davidson             |      | Pierre Schwinte             |               |
| 1961-1962 | Joseph Barbéran          |      | Giulio Campanati            |               |
| 1962-1963 | Giuseppe Adami           |      | Kevin Howley                |               |
| 1963-1964 | Fernandes Joaquim Campos |      | Finale unique               | Finale unique |
| 1964-1965 | Gottfried Dienst         |      | Finale unique               | Finale unique |
| 1965-1966 | István Zsolt             |      | Concetto Lo Bello           |               |
| 1966-1967 | Adolfo Bueno Perales     |      | Antonio Sbardella           |               |
| 1967-1968 | Rudolf Scheurer          |      | Gerhard Schulenburg         |               |
| 1968-1969 | Joseph Hannet            |      | Joseph Heymann              |               |
| 1969-1970 | Rudolf Scheurer          |      | Gerhard Kunze               |               |
| 1970-1971 | Laurens van Ravens       |      | Rudi Glöckner               |               |